# Фролов, Александр Александрович (художник)
Александр Александрович Фролов (9 марта 1861, Санкт-Петербург — 19 июля 1897, Санкт-Петербург) — русский художник-мозаичист; сын художника А. Н. Фролова, брат В. А. Фролова.

## Биография
Александр Фролов родился в Санкт-Петербурге в семье художника-мозаичиста Александра Никитича Фролова и Людмилы Николаевны Судаковой. После окончания Ларинской гимназии поступил в Академию Художеств. За время обучения получил малую (1881) и большую (1883) серебряные медали; в 1883 году окончил курс наук. После обучения недолгое время проработал архитектором, а затем поступил техником в «Мозаическое заведение» Академии художеств, которым заведовал его отец.
Российские мозаичисты того времени использовали так называемую «римскую» технологию набора из мелких тессер (кубиков смальты или цветных камней), позволявшую весьма точно передавать цвета оригинала и таким образом имитировать масляную живопись. Этот метод требовал больших затрат труда и времени. Однако в Европе уже применялся более быстрый «венецианский» (обратный) способ набора мозаик, изобретённый в начале 1860-х годов итальянцем Антонио Сальвиати, который предложил выкладывать смальту на обратную сторону кальки, снятой с живописного оригинала.
А. А. Фролов, совершив поездку по западноевропейским мозаичным мастерским, освоив и усовершенствовав метод Сальвиати, в 1888 году предложил свою более эффективную технологию, а в 1890 подал проект реорганизации «Мозаического заведения» Академии художеств. Не добившись успеха, он в том же году вместе с отцом открыл частную студию.
Новый метод обеспечил мастерской коммерческий успех, а архитекторы стали широко применять мозаику для декоративных вставок и панно. А. А. Фролов не стремился к точному воспроизведению живописного прототипа, а добивался особой декоративной выразительности мозаичного набора. В 1895 году мастерская победила в конкурсе на мозаичное убранство церкви Спаса на крови в Санкт-Петербурге, обойдя в соревновании Мозаическое заведение Академии художеств и несколько зарубежных компаний.
Александр Александрович скончался 9 марта 1897 года в возрасте 36 лет от прободения слепой кишки. Впоследствии мозаичную мастерскую вместе с пожилым уже отцом возглавил младший брат — В. А. Фролов.